# فرانکو کالیفانو
فرانکو کالیفانو (ایتالیایی: Franco Califano؛ ۱۴ سپتامبر ۱۹۳۸ – ۳۰ مارس ۲۰۱۳) یک موسیقی‌دان، ترانه‌نویس، خواننده و هنرپیشه اهل ایتالیا بود.
وی بین سال‌های ۱۹۶۰ تا ۲۰۱۳ میلادی فعالیت می‌کرد و طی دوران خوانندگی‌اش بیش از ۲۰ میلیون نسخه ترانه و آهنگ از او به فروش رفت.